# Iddo van der Giessen
Iddo van der Giessen (Zoetermeer, 17 november 1995) is een Nederlands organist.

## Levensloop

### Studie
Van der Giessen begon zijn orgelstudie in 2014 aan het Koninklijk Conservatorium in Den Haag waar hij les kreeg van Jos van der Kooy. Hij behaalde daarbij een negen voor zijn examenrecital. Tevens studeerde hij daar in 2020 evenens cum laude af. Hierna volgde hij een studie kerkmuziek aan de Codarts, Hogeschool voor de Kunsten in Rotterdam. Hij volgde lessen en masterclasses bij Ronald de Jong, Bert Mooiman, Geert Bierling, Hayo Boerema, Anton Pauw en Ludger Lohmann.

### Loopbaan
Van der Giessen was sinds 2011 actief als organist in verschillende kerken van de Protestantse Gemeente Zoetermeer. Vanaf 2012 was hij organist van de Hervormde kerk in Bergschenhoek. Hij is sinds 2017 tot op heden cantor-organist aan de Goede Herderkerk in Rotterdam Schiebroek.
Van der Giessen voerde de triosonates van Bach en de orgelsonates van Mendelssohn integraal uit in de Amsterdamse Westerkerk. Van hem verschenen er ook meerdere cd's die zijn opgenomen in de Oude Kerk in Rotterdam Charlois en de Grote of Sint-Bavokerk in Haarlem. Hij vormt samen met trombonist Joram van Ketel een muzikaal duo.
Van zijn hand verschenen meerdere publicaties op het gebied van (kerk)muziek, liturgiek en geschiedenis. In 2023 bracht hij De Reger Luistergids uit met toelichtingen bij de koraalfantasieën van Max Reger, liedvertalingen en interviews met Reger-vertolkers.

## Discografie
- Müller Orgel
- Wachet auf!
- Hess-orgel